# Lepidosperma leptophyllum
Lepidosperma leptophyllum är en halvgräsart som beskrevs av George Bentham. Lepidosperma leptophyllum ingår i släktet Lepidosperma och familjen halvgräs. Inga underarter finns listade i Catalogue of Life.